# Beleriand
Beleriand je dežela v fantazijski mitologiji pisatelja J. R. R. Tolkiena.
Dežela se je nahajala zahodno od Ered Luina in Šajerske. V njem so večinoma živeli Eldarji v kraljestvih Doriath, Brethil, Nargothrond in Gondolin; v Dor-Lóminu so živeli tudi ljudje.
Po Véliki bitki in nemirih zaradi padca Thanogodrima je bila dežela razdejana. In tako kot mnoge dežele proti severu in zahodu je potonil pod vodovjem Vélikega morja. Na vzhodu, v Ossiriandu so se podrle stene Sinjega pogorja in v njih je zazijala velika razpoka, ki se je širila proti jugu, da jo je zalilo morje in je nastal globok zaliv. V ta zaliv je pritekla reka Lhûn, ki je ubrala novo strugo, zato so jo poimenovali Lhûnski zaliv.